# Mierzyn (województwo świętokrzyskie)
Mierzyn – wieś sołecka w Polsce położona w województwie świętokrzyskim, w powiecie jędrzejowskim, w gminie Sędziszów.
| SIMC    | Nazwa                  | Rodzaj  |
| ------- | ---------------------- | ------- |
| 0267134 | Dziadówki Krzcięcickie | kolonia |

W latach 1975–1998 miejscowość administracyjnie należała do województwa kieleckiego.